# Braban! -The bonds of melody-
《Braban! -The bonds of melody-》（日語：ぶらばん! -The bonds of melody-）是YUZUSOFT在2006年7月28日發售的戀愛冒險類型成人遊戲。簡稱，日文的縮寫，中文是指管樂隊。

## 故事
主角香住純（遊戲中可更改姓名）所就讀的赤城山學園由於學生人數過少，而被迫在他升高二的那一年開始與縣立圓山學園合併。理所當然他所屬的管樂部也要合併。可是，圓山學園管樂部卻以＂不接受程度低下的社員入部＂為由而拒絕，於是赤城山學園管樂部的顧問老師新開地和音向圓山學園管樂部提出挑戰：在5月的音樂祭中演奏分數較低的一方就必須廢部。
圓山學園管樂部曾在去年的縣大會獲得銀牌，新學期成為赤城山學園管樂部部長的純，該如何率領部員們逃過被廢部的危機。

## 人物

### 主要角色
香住純
本作主人公。目前高二，赤城山學園管樂部部長，被和音要求擔任指揮。獨生子，父親是有名的作曲家，在世界各地深造，通常家裡只有他和母親兩個人住。指揮的才能優秀，擁有絕對音感，能準確判斷音階的差異。喜歡開健太郎的玩笑，經常對健太郎拳打腳踢。
中之島妙（聲優：榊原由依）
生日：11月8日，血型：O型
純和健太郎的兒時玩伴，也是同班同學。赤城山學園管樂部副部長，伸縮喇叭手。
家就在香住家隔壁，晚上常和純隔窗對話。
從小學時期開始就喜歡著純，但是為了維持現在的關係，一直不敢告白。
個性溫和，容易害羞。非常單純，簡單的玩笑話都會信以為真。也有意外固執和不服輸的一面。
行動力很高，想到什麼就做什麼。為了叫純起床可以準備30個鬧鐘。
料理方面極為拿手，獲得部員們一致的肯定。
喜歡吃辣，而且辣的等級是一般人無法接受的。
害怕妖魔鬼怪，對靈異現象完全沒有抵抗力。
猜拳運氣極差，有15連敗的紀錄。
海老原水瀨（聲優：安玖深音）
生日：12月15日，血型：B型
純的管樂部學妹，小喇叭手。
個性外向，活潑，被純稱為＂麻煩製造者＂的存在。
肺活量很好，但吹奏技術還有待加強（by 純）。
喜歡吃零食，常常帶著零食到屋頂上邊演奏邊吃。
和妙相反，完全不能吃辣。
由於姓氏的緣故，被純和健太郎稱呼＂蝦子＂(エビ)。本人相當討厭。
今宮紀子（聲優：松永雪希）
生日：9月12日，血型：A型
赤城山學園管樂部，純的同班同學，單簧管手。個性穩重，重視紀律和規則，是個傲嬌。
由於個性關係，選舉班長都當選，純就直接稱呼她為班長，本人有點在意。
不擅長料理，經常被健太郎挑釁，會露出相當不服輸的一面。
雲雀丘由貴（聲優：齊藤愛子）
生日：8月22日，血型：A型
圓山學園管樂部部長，擔任指揮。
完美主義者，對部員的要求極高，在圓山學園也有舉足輕重的地位，是有錢人家的大小姐。
由於竭力投入於社團活動，受到部員們的愛戴與尊敬。
是個傲嬌，常常在純面前說反話，其實容易害羞。
對顧問大河原向赤城山學園的陰險做法感到不齒。
早上5點就起床，假日也會到學校音樂室練習，是個努力家。
御影須美（聲優：美留）
生日：5月17日，血型：AB型
圓山學園管樂部，擔任打擊樂手。
個性內向害羞，常被其他部員欺負。
節奏感非常好，但是在人群前容易緊張而出錯(by由貴)。
相當尊敬由貴，但也對由貴的嚴格感到害怕與壓力。
在管樂部有要好的朋友叫＂伊丹 杏子＂。
對靈異事件有興趣，喜歡試膽大會等活動。

### 次要角色
鶴橋健太郎（聲優：中本伸輔）
屬赤城山管樂部，擔任小號手。純和妙的兒時玩伴、同班同學。
常被純和和音開玩笑、毆打，是個悲劇角色。
對一些不為人知的冷知識意外地了解。
朝霧春奈（聲優：三咲里奈）
前赤城山管樂部部長，目前高三，之前是擔任長笛手。
校內人望極高，個性開朗健談，常給純不少鼓勵與建議。
新開地 和音（聲優：野神奈奈）
赤城山管樂部顧問兼指導老師，個性強悍、爽朗。健太郎高一同學的姐姐，因此健太郎常直呼其名，但本人希望被叫老師。
酒量很好，收集了不少特殊的名酒。
芦屋宗一郎（聲優：四季透）
圓山學園管樂部副部長，擔任薩克斯風手。
追求羅曼蒂克，學園女性殺手。
個性隨和、自尊心強，對自己的演奏相當有自信。
在認識妙後對她一見鍾情，之後皆以天使稱呼她，讓妙感到相當害羞。
大河原甚五郎（聲優：一條和矢）
圓山學園管樂部顧問。行事態度高調，自以為是，連由貴都受不了他。
對赤城山管樂部相當有意見，為剝奪他們的練習場地不擇手段。

## 主題曲
片頭曲「Beautiful Harmony」
作詞：，作曲：Famishin，編曲：Angel Note，歌：榊原由依
片尾曲「My Dear」
作詞：，作曲：Famishin，編曲：Angel Note，歌：

## 外部連結
- ぶらばん! -The bonds of melody-官方網站（页面存档备份，存于）（日語）
- 《Braban! -The bonds of melody-》在視覺小說數據庫的頁面 （英文）